# Mittelrode (Fulda)
Mittelrode ist ein Stadtteil der osthessischen Stadt Fulda.
Der Stadtteil liegt sechs Kilometer westlich der Kernstadt an der Saurode am Fuße des 416 m hohen Haimberges. Die Landesstraße 3139 führt durch den Ort.

## Geschichte

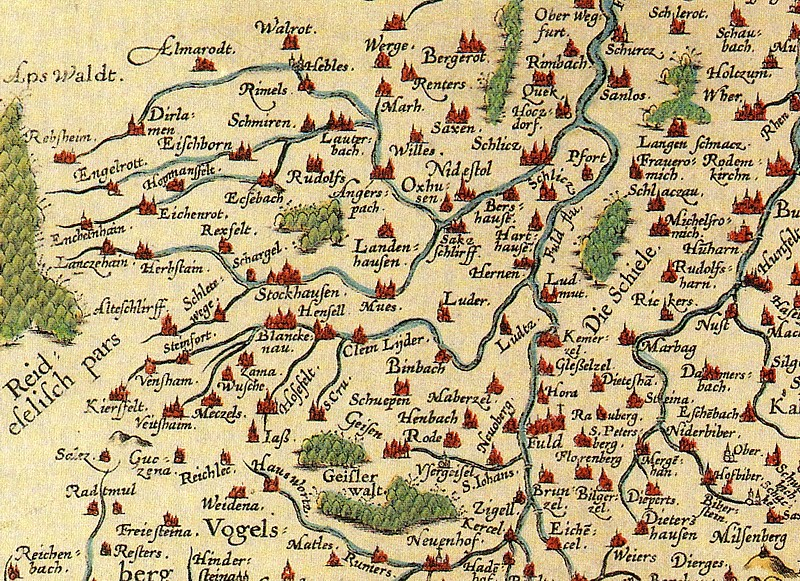
Lage von Rodaha (Rode) auf einer Karte des Hochstifts Fulda von 1574

Die älteste bekannte Erwähnung erfolgte im Jahre 1116.
Im Historischen Ortslexikon für Mittelrode wird vom 15. – 17. Jahrhundert ein Sonderfriedhof erwähnt. Es fanden wohl Sonderbestattungen in Mittelroda statt.
1787 zählte es zur Fürstabtei Fulda, Centoberamt Fulda. zugeordnet.
1790 war es ein Dorf der Schultheißerei Sickels des Zentamts Fulda.

### Gebietsreform
Am 1. August 1972 wurde die bis dahin selbstständige Gemeinde Mittelrode im Zuge der Gebietsreform in Hessen kraft Landesgesetz in die Stadt Fulda eingegliedert.

### Einwohnerentwicklung
Quelle: Historisches Ortslexikon
| • 1812: | 17 Feuerstellen, 92 Seelen |

| Mittelrode: Einwohnerzahlen von 1812 bis 2017 | Mittelrode: Einwohnerzahlen von 1812 bis 2017 | Mittelrode: Einwohnerzahlen von 1812 bis 2017 | Mittelrode: Einwohnerzahlen von 1812 bis 2017 | Mittelrode: Einwohnerzahlen von 1812 bis 2017 |
| --- | --------------------------------------------- | --------------------------------------------- | --------------------------------------------- | --------------------------------------------- |
| Jahr |                                               |                                               |                                               | Einwohner                                     |
| 1812 | 1812                                          |                                               | 92                                            | 92                                            |
| 1834 | 1834                                          |                                               | 158                                           | 158                                           |
| 1840 | 1840                                          |                                               | 162                                           | 162                                           |
| 1846 | 1846                                          |                                               | 158                                           | 158                                           |
| 1852 | 1852                                          |                                               | 158                                           | 158                                           |
| 1858 | 1858                                          |                                               | 164                                           | 164                                           |
| 1864 | 1864                                          |                                               | 144                                           | 144                                           |
| 1871 | 1871                                          |                                               | 121                                           | 121                                           |
| 1875 | 1875                                          |                                               | 121                                           | 121                                           |
| 1885 | 1885                                          |                                               | 129                                           | 129                                           |
| 1895 | 1895                                          |                                               | 144                                           | 144                                           |
| 1905 | 1905                                          |                                               | 117                                           | 117                                           |
| 1910 | 1910                                          |                                               | 118                                           | 118                                           |
| 1925 | 1925                                          |                                               | 135                                           | 135                                           |
| 1939 | 1939                                          |                                               | 140                                           | 140                                           |
| 1946 | 1946                                          |                                               | 184                                           | 184                                           |
| 1950 | 1950                                          |                                               | 199                                           | 199                                           |
| 1956 | 1956                                          |                                               | 188                                           | 188                                           |
| 1961 | 1961                                          |                                               | 191                                           | 191                                           |
| 1967 | 1967                                          |                                               | 201                                           | 201                                           |
| 1970 | 1970                                          |                                               | 208                                           | 208                                           |
| 1988 | 1988                                          |                                               | 280                                           | 280                                           |
| 2010 | 2010                                          |                                               | 339                                           | 339                                           |
| 2013 | 2013                                          |                                               | 347                                           | 347                                           |
| 2015 | 2015                                          |                                               | 355                                           | 355                                           |
| 2016 | 2016                                          |                                               | 353                                           | 353                                           |
| 2017 | 2017                                          |                                               | 357                                           | 357                                           |
| Datenquelle: Historisches Gemeindeverzeichnis für Hessen: Die Bevölkerung der Gemeinden 1834 bis 1967. Wiesbaden: Hessisches Statistisches Landesamt, 1968. Weitere Quellen: ; 2010,2012,2015: |                                               |                                               |                                               |                                               |

## Religion

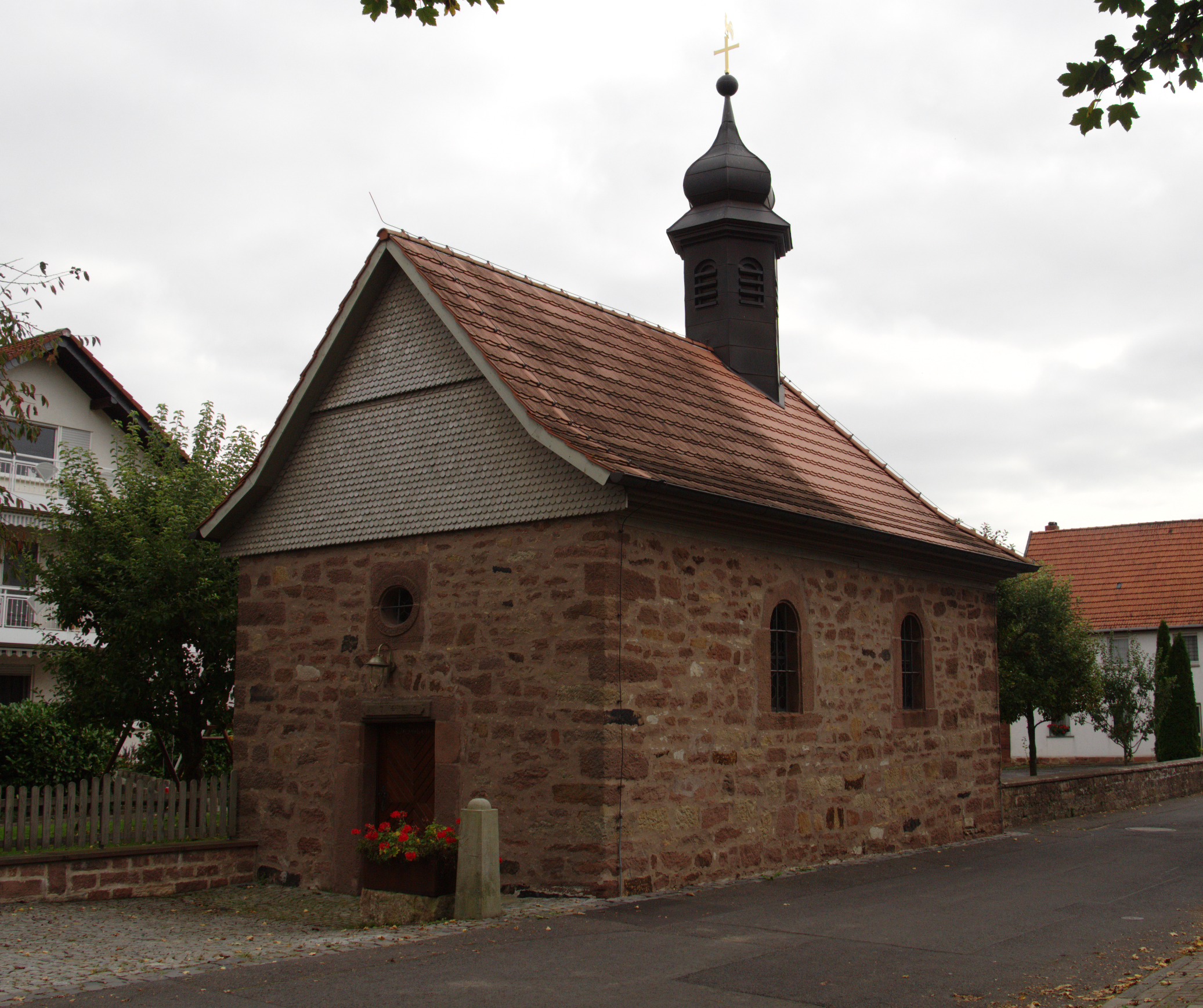
St. Josef in Mittelrode

Der Ort gehört zur Pfarrei Haimbach.
Die Kapelle, die 1720 unter dem Haimbacher Pfarrer Johann Adam Breun (1716–1723) in der Residenzzeit des Fuldaer Fürstabt Konstantin von Buttlar erbaut wurde, ist dem hl. Josef geweiht und wird heute noch als Filialkirche genutzt.

Religionszugehörigkeit
 Quelle: Historisches Ortslexikon
| • 1885: | 129 katholische (= 100 %) Einwohner                                 |
| • 1961: | ein evangelischer (= 0,52 %), 190 katholische (= 99,48 %) Einwohner |

## Wissenswertes

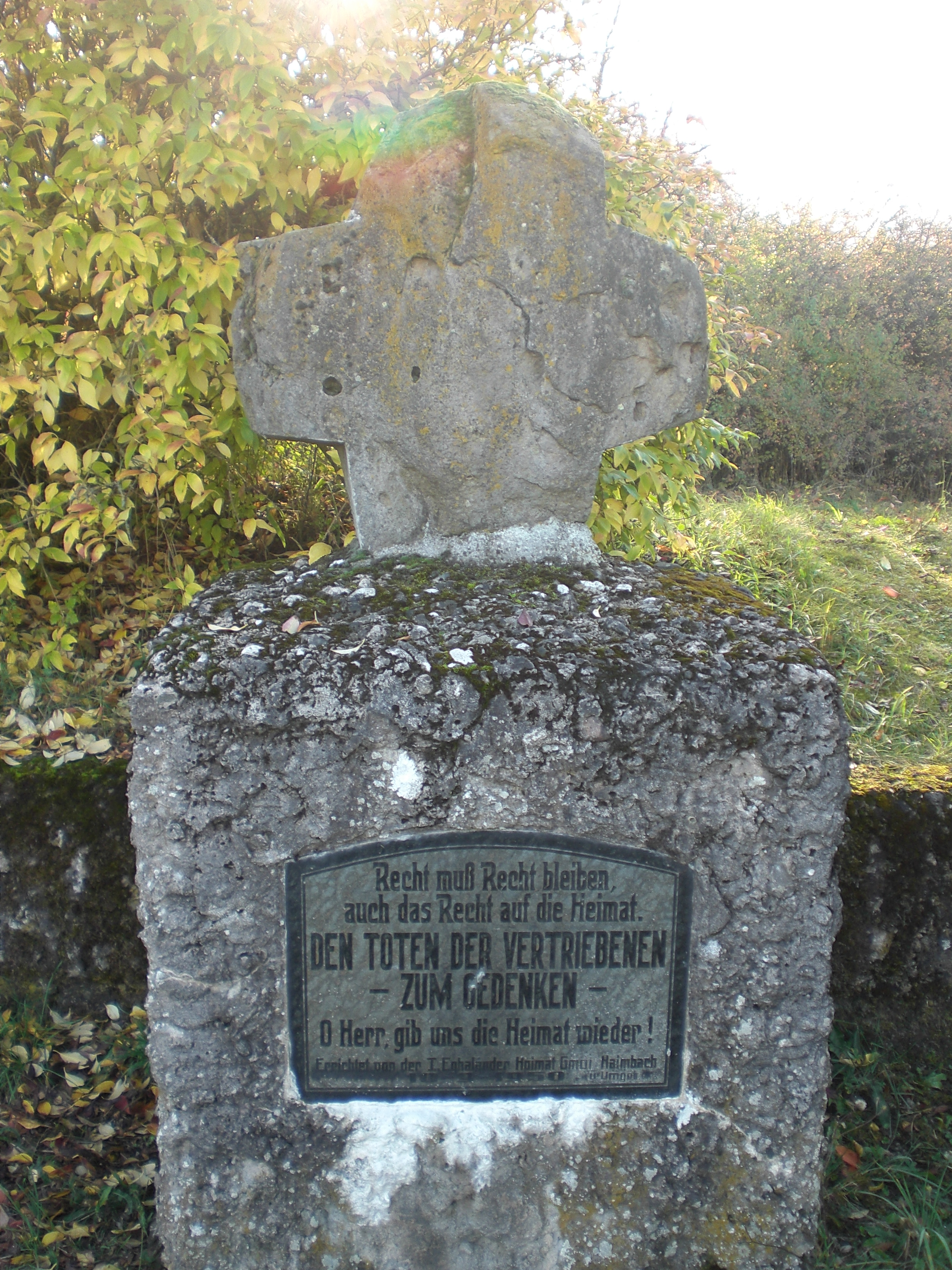
Vertriebenendenkmal von 1950 am Haimberg

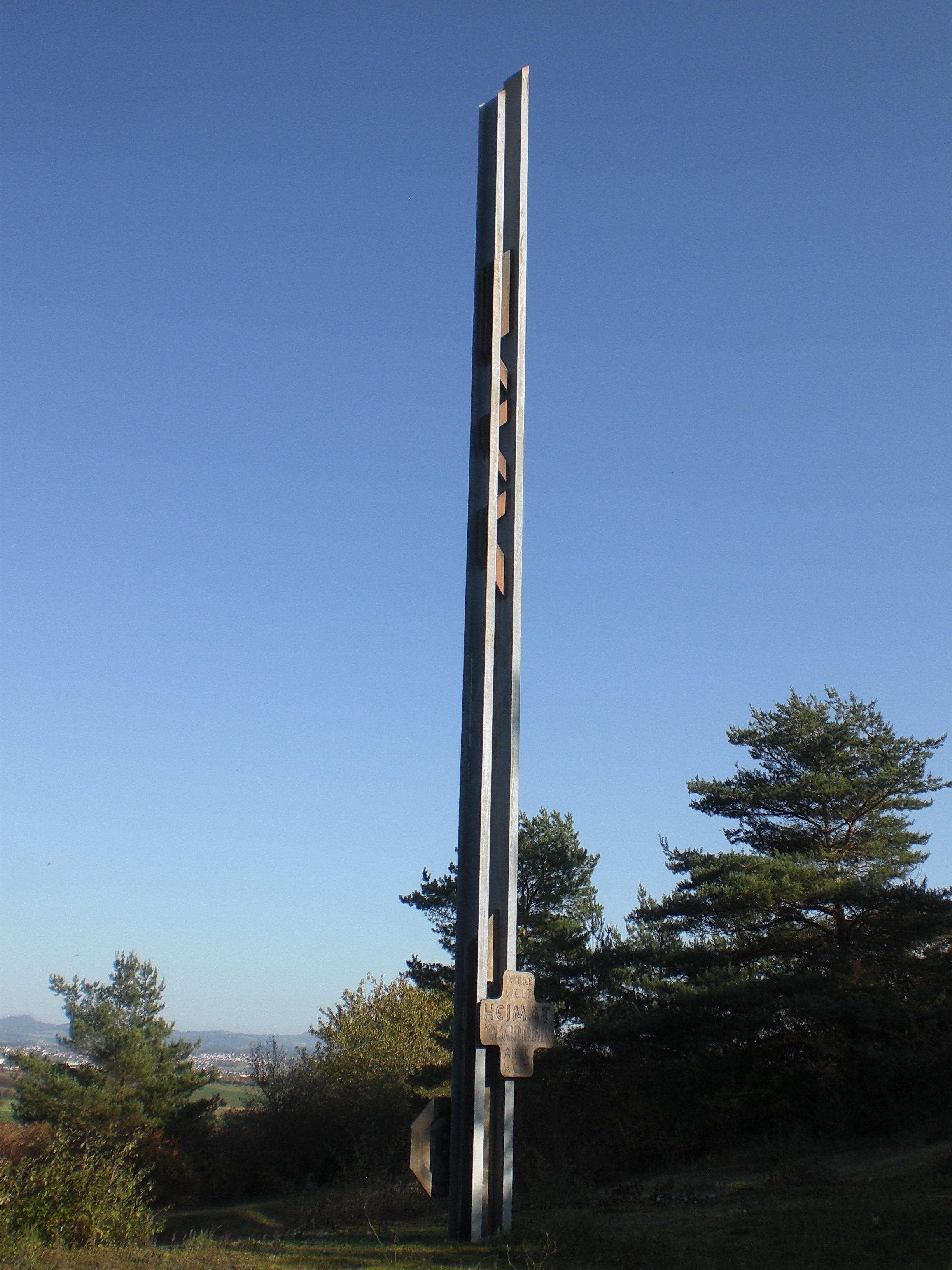
Vertriebenendenkmal von 1981 am Haimberg

Am Ausläufer des 416 m hohen Haimberges, zwischen Mittelrode und Haimbach stehen der 1950 errichtete Gedenkstein "Recht muß Recht bleiben, auch das Recht auf Heimat". Es wurde von der 1. Egerländer Gmoi Haimbach und Umgebung errichtet.
Im Jahre 1981 wurde vom Kreisverband Fulda des Bundes der Vertriebenen in unmittelbarer Nähe ein weiteres Denkmal in Form einer 10 m hohen Steele errichtet.
Die Denkmalanlage ist über die Straßen "Schwalbengasse" und "Lärenstieg" auf der Anhöhe des östlichen Ausläufers des Haimberg zu erreichen.

## Infrastruktur
Die Autobahnanschlussstelle Fulda-Nord der A7 kann man ostwärts über den Tunnel Weimarer Straße und die Bundesstraße 27 erreichen.